# SpongeBob SquarePants (computerspelserie)
SpongeBob SquarePants is een computerspelserie die bestaat uit een verzameling spellen gebaseerd op het personage SpongeBob SquarePants uit de gelijknamige franchise.

## Beschrijving
Tot 2013 is het merendeel gepubliceerd door THQ. Van 2013 tot 2015 zijn de spellen gepubliceerd door Activision, en vanaf 2015 door THQ Nordic.
De serie bestaat uit verschillende spelgenres zoals platform-, race- en actiespellen, en zijn verschenen op een groot aantal platforms. Dit zijn onder meer de Game Boy Color, PlayStation 2, Nintendo 3DS, GameCube, Wii en Xbox 360.
Ondanks gemengde recensies in spelbladen en websites zijn veel spellen in de serie commercieel succesvol gebleken.

## Spellen in de serie
| Jaar | Titel                                                  | Platform                                                             | Oorspronkelijke titel                            |
| ---- | ------------------------------------------------------ | -------------------------------------------------------------------- | ------------------------------------------------ |
| 2001 | SBSP: Legend of the Lost Spatula                       | Game Boy Color                                                       |                                                  |
| 2001 | SBSP: Operation Krabby Patty                           | Windows                                                              |                                                  |
| 2001 | SBSP: SuperSponge                                      | Game Boy Advance, PlayStation                                        |                                                  |
| 2002 | SBSP: Employee of the Month                            | Windows                                                              |                                                  |
| 2002 | SBSP: Revenge of the Flying Dutchman                   | Game Boy Advance, PlayStation 2, GameCube                            |                                                  |
| 2003 | SBSP: Battle for Bikini Bottom                         | Game Boy Advance, PlayStation 2, GameCube, Windows, Xbox             |                                                  |
| 2004 | SBSP en vrienden: De gekke camera                      | Game Boy Advance                                                     | SBSP and Friends in Freeze Frame Frenzy          |
| 2004 | Super Party met SpongeBob Squarepants en zijn Vrienden | PlayStation 2                                                        | SBSP Movin' with friends                         |
| 2004 | SBSP: De Film                                          | PlayStation 2, Game Boy Advance, GameCube, Windows, OS X, Xbox       | The SpongeBob SquarePants Movie                  |
| 2005 | SBSP: Licht uit, Camera aan!                           | PlayStation 2, Game Boy Advance, GameCube, Windows, Xbox             | SBSP: Lights, Camera, Pants!                     |
| 2005 | SBSP en vrienden: Samen Staan ze Sterk!                | PlayStation 2, Game Boy Advance, GameCube, Nintendo DS               | SBSP and Friends: Unite!                         |
| 2005 | SBSP: Super Wraaknemer!                                | Nintendo DS, PlayStation Portable                                    | SBSP: The Yellow Avenger                         |
| 2006 | SBSP: Creatuur van de Krokante Krab                    | PlayStation 2, GameCube, Game Boy Advance, Nintendo DS, Wii, Windows | SBSP: Creature from the Krusty Krab              |
| 2006 | SBSP en vrienden: De Slag om Vulkaan Eiland            | PlayStation 2, GameCube, Game Boy Advance, Nintendo DS               | SpongeBob and Friends: Battle for Volcano Island |
| 2007 | SBSP en vrienden: Aanval van de Speelgoedrobots        | PlayStation 2, Game Boy Advance, Nintendo DS, Wii                    | SpongeBob and Friends: Attack of the Toybots     |
| 2007 | SpongeBob's Atlantis SquarePantis                      | PlayStation 2, Game Boy Advance, Nintendo DS, Wii                    |                                                  |
| 2008 | SBSP en helden: De Strijd Tegen Slijm                  | PlayStation 2, Nintendo DS, Wii                                      | SBSP featuring Nicktoons: Globs of Doom          |
| 2008 | Drawn to Life: SpongeBob SquarePants Edition           | Nintendo DS                                                          |                                                  |
| 2009 | SpongeBob Squarepants: De Chef Kok                     | Nintendo DS                                                          | SpongeBob vs. The Big One: Beach Party Cook-Off  |
| 2009 | SpongeBob's Truth or Square                            | Nintendo DS, PlayStation Portable, Wii, Xbox 360                     |                                                  |
| 2009 | SpongeBob's Truth or Square: SpongeBob SquarePants     | Windows                                                              |                                                  |
| 2010 | SBSP: Boten Bots Race                                  | Nintendo DS, Wii                                                     | SpongeBob's Boating Bash                         |
| 2011 | SBSP: De Onnozele Krabbelaar                           | Nintendo DS, Wii                                                     | SpongeBob SquigglePants                          |
| 2011 | SBSP: Het Surf & Skate Avontuur                        | Nintendo DS, Xbox 360                                                | SpongeBob's Surf & Skate Roadtrip                |
| 2013 | SBSP: Planktons Mechanische Wraak                      | DS, 3DS, PlayStation 3, Xbox 360, Wii, Wii U                         | SBSP: Plankton's Robotic Revenge                 |
| 2015 | SpongeBob HeroPants                                    | Nintendo 3DS, PlayStation Vita, Xbox 360                             |                                                  |
| 2020 | SBSP: Battle for Bikini Bottom – Rehydrated            | Switch, PlayStation 4, Xbox One                                      |                                                  |

## Zijserie
- Nicktoons Racing (2000)
- Nickelodeon Party Blast (2002)
- SpongeBob SquarePants Collapse (2003)
- SpongeBob SquarePants Darts (2003)
- Nicktoons Basketball (2004)
- SpongeBob SquarePants Typing (2004)
- SpongeBob SquarePants Bowling (2004)
- SpongeBob SquarePants: 3D Obstacle Odyssey (2005)
- Nicktoons Winners Cup Racing (2006)
- SpongeBob SquarePants Diner Dash (2006)
- SpongeBob SquarePants: Underpants Slam (2007)
- SpongeBob SquarePants: The Game of Life (2008)
- SpongeBob SquarePants: Monopoly (2008)
- Nicktoons Nitro (2009)
- Nicktoons MLB (2011)
- Nickelodeon Kart Racers (2018)
- Super Brawl Universe (2018)
- SpongeBob Krusty Cook-Off (2020)
- Nickelodeon Kart Racers 2: Grand Prix (2020)